# Graphiurus nagtglasii
Graphiurus nagtglasii és una espècie de mamífer rosegador esciüromorf de la família Gliridae. Es troba al Camerun, la República Centreafricana, Ghana, Libèria, Nigeria, Sierra Leone, i, possiblement, al Gabon. Està present en diverses àrees protegides, entre elles, la Reserva del Mount Nimba. Els seus hàbitats naturals són els boscos humits de les terres baixes, tant subtropicals com tropicals.